# Ribeira de Fráguas
Ribeira de Fráguas é uma povoação portuguesa sede da Freguesia de Ribeira de Fráguas do Município de Albergaria-a-Velha, freguesia com 26,75 km² de área e 1494 habitantes (censo de 2021), tendo, por isso, uma densidade populacional de 55,9 hab./km².

## Lugares
Fazem parte desta freguesia os lugares de: Alto dos Barreiros, Bosturenga, Carvalhal (apenas a margem esquerda do Rio Caima), Gavião, Palhal (margem esquerda do Rio Caima), Ribeira de Fráguas, Telhadela, Vale, Vilarinho S. Roque, Vale da Sapa, Fráguas, Coucinho, Casaldelo, Campo, Igreja e Coval da Mó (já não habitado).

## História
Os primeiros documentos que se referem a esta freguesia datam dos finais do século XI, surgindo tanto Fráguas (Frauegas) como Telhadela.
Ribeira de Fráguas pertenceu ao concelho de Pinheiro da Bemposta, extinto em 24 de Outubro de 1855, passando então a integrar o concelho (atual município) de Albergaria-a-Velha.
A exploração mineira é ancestral na freguesia, tendo sido no século XIX que ela se intensificou, designadamente as minas do Coval da Mó e Volta de Telhadela, nas quais se extraía cobre e chumbo. Em 1744, os ingleses descobriram as minas do Palhal. A tradição conta que continham vestígios de indústria metalúrgica, do tempo dos mouros. Em 1796, foram abandonadas devido a uma cheia do rio Caima. Em meados do século XIX foram exploradas pela Companhia Lusitana de Mineração, produzindo cobre, galena de chumbo, blenda, níquel, cobalto e alguma prata.
Em termos de património natural, trata-se de um local de beleza contagiante, donde ressaltam os seus vales cultivados sobre um fundo verde, fruto das vastas áreas florestais.
O topónimo Fráguas, indica-nos fornos ou fornalhas, onde eram separados o minério da escória.

## Demografia
A população registada nos censos foi:
| Distribuição da População por Grupos Etários | Distribuição da População por Grupos Etários | Distribuição da População por Grupos Etários | Distribuição da População por Grupos Etários | Distribuição da População por Grupos Etários |
| -------------------------------------------- | -------------------------------------------- | -------------------------------------------- | -------------------------------------------- | -------------------------------------------- |
| Ano                                          | 0-14 Anos                                    | 15-24 Anos                                   | 25-64 Anos                                   | > 65 Anos                                    |
| 2001                                         | 317                                          | 272                                          | 986                                          | 294                                          |
| 2011                                         | 186                                          | 195                                          | 912                                          | 420                                          |
| 2021                                         | 149                                          | 123                                          | 774                                          | 448                                          |

## Património
- Capelas de Santa Ana e da Senhora da Memória
- Trecho do rio Filveda e barragem
- Igreja de São Tiago (matriz)
- Capela de Santo António
- Antigas minas do Palhal
- Núcleo de moinhos

## Heráldica
Armas: escudo de verde, uma banda ondeada de prata e azul de cinco tiras, acompanhada à dextra de uma espiga de milho, folhada e, à sinistra, um pinheiro arrancado, tudo de ouro. Coroa mural de prata de três torres. Listel branco com a legenda a negro, em maiúsculas: "RIBEIRA DE FRÁGUAS". (Publicada no Diário da República, III Série de 3 de dezembro de 1997)